# Fullmetal Alchemist (film)
Pour les articles homonymes, voir Fullmetal Alchemist (homonymie).
Pour plus de détails, voir Fiche technique et Distribution.
Fullmetal Alchemist (鋼の錬金術師, Hagane no renkinjutsushi, « L'Alchimiste d'acier ») est un film de fantasy japonais coécrit et réalisé par Fumihiko Sori, sorti en 2017. Il s’agit de l’adaptation du manga homonyme de Hiromu Arakawa.
Il est premier du box-office japonais lors de son premier week-end. Il s'agit de la première adaptation du manga homonyme de Hiromu Arakawa avec des acteurs réels,,,,.
Il est suivi de deux autres films : Fullmetal Alchemist : La vengeance de Scar, sorti en Août 2022, et Fullmetal Alchemist : La dernière alchimie, sorti en Septembre 2022.

## Synopsis
Au début du XXe siècle, dans un monde où l'alchimie est une activité extrêmement développée et respectée, deux frères, Edward (Ryōsuke Yamada (en)) et Alphonse Elric, tentent une technique secrète de transmutation humaine. L'expérience tourne cependant mal et Alphonse perd son corps tout entier tandis qu'Edward perd sa jambe gauche. Ce-dernier sacrifie alors son bras droit pour sauver l'âme de son frère en l'attachant à une armure de métal. Il reçoit ensuite des prothèses mécaniques appelées « automail » en remplacement de ses membres manquants.
Une fois accepté parmi les alchimistes d'État, il reçoit le surnom de Fullmetal Alchemist (« l'alchimiste d'acier »), et part en quête de la légendaire pierre philosophale avec son frère afin de réparer leurs corps.

## Fiche technique
- Titre original : 鋼の錬金術師 (Hagane no renkinjutsushi?)
- Titre international et français : Fullmetal Alchemist
- Réalisation : Fumihiko Sori
- Scénario : Takeshi Miyamoto et Fumihiko Sori, d’après le manga homonyme de Hiromu Arakawa
- Photographie : Keiji Hashimoto
- Montage : Chieko Suzaki
- Musique : Reiji Kitasato
- Production : Yumihiko Yoshihara
- Sociétés de production : Oxybot Inc. et Square Enix
- Sociétés de distribution : Warner Bros.
- Pays d’origine :  Japon
- Langue originale : japonais
- Format : couleur
- Genre : fantasy
- Durée : 135 minutes
- Dates de sortie :
  - Japon : 25 octobre 2017 (Festival international du film de Tokyo) ; 1er décembre 2017 (sortie nationale)
  - France : 19 février 2018 sur Netflix

## Distribution
Pour la VF du film, la plupart des comédiens de doublage de l'animé ont repris leurs voix respectives.
- Ryōsuke Yamada (en) (VF : Arthur Pestel) : Edward Elric[2]
- Tsubasa Honda (VF : Marie Diot) : Winry Rockbell[2]
- Dean Fujioka (VF : Martial le Minoux) : Roy Mustang[2]
- Atomu Mizuishi (ja) (VF : Audrey Pic) : Alphonse Elric (voix)
- Misako Renbutsu (en) (VF : Agnès Manoury) : Riza Hawkeye[2]
- Kanata Hongō (VF : Hervé Grull) : Envy[2]
- Jun Kunimura (VF : Jérôme Keen) : Tim Marcoh[2]
- Natsuki Harada (en) (VF : Nathalie Bienaimé) : Gracia Hughes[2]
- Shinji Uchiyama (ja) (VF : Thierry Kazazian) : Gluttony[2]
- Natsuna Watanabe (VF : Laurence Breheret) : Maria Ross[2]
- Yō Ōizumi (en) (VF : Bruno Magne) : Shou Tucker[2] (caméo)
- Ryūta Satō (en) (VF : Thierry D'Armor) : Maes Hughes[2]
- Fumiyo Kohinata (VF : Cyrille Monge) : Général Hakuro[2]
- Yasuko Matsuyuki (en) (VF : Susan Sindberg) : Lust[2]
- Kenjirô Ishimaru (VF : Sylvain Lemarié) : Cornello

 Source et légende : version française (VF) sur RS Doublage et selon le carton du doublage français télévisuel.

## Production

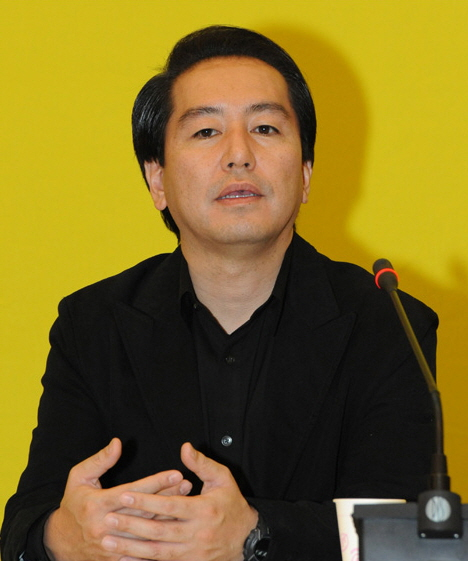
Le réalisateur Fumihiko Sori.

Le film devait initialement être produit en 2013, mais en raison de son faible budget et de ses effets spéciaux, il est retardé jusqu'à son relancement officiel en mai 2016. Durant la conférence de presse du réalisateur de mars 2017 :

« C'est vrai. Eh bien, puisque les personnages principaux sont deux frères, là où il y a Ed, il y aura toujours Al. Même en ne se basant que sur cela, la quantité de CG utilisée devient énorme. Dans ce travail, j'emploie une technique utilisée sur les films d'Hollywood tels que Avengers. Nous utilisons beaucoup de nouvelles techniques jamais utilisées dans les films japonais, et je voudrais faire augmenter l'utilisation des CG au Japon avec ce film.
Puisque l'histoire originale tient sur 27 volumes, je l'ai coupée à deux heures de film, mais nous resterons fidèles au manga. Je ne peux pas encore vous dire beaucoup de détails, mais je pense que vous pouvez deviner quelle sera l'histoire principale en vous basant sur la distribution déjà annoncée. Comme je suis moi-même un grand fan de l'original, je ne prévois pas de changer le lieu, la vision du monde, ou de faire une histoire différente, alors ne vous inquiétez pas pour cela. Bien sûr, nous aurons la quête de la pierre philosophale en contexte. »

### Développement
Sur son travail d'adaptation du manga, Fumihiko Sori déclare: « Je veux créer un style qui suit le manga original autant que possible. La distribution est entièrement japonaise, mais le contexte culturel est européen. Cependant, ils ont un style qui ne représente pas une race ou un pays spécifique ». En ce qui concerne la fidélité de l'adaptation du manga, qui a des personnages d'origine non-japonaise, le réalisateur déclare : « Il n'y aura jamais de scène dans laquelle un personnage dit quelque chose qui l'identifie comme japonais ».
Sori déclare à Oricon qu'il a une profonde affection pour l'histoire qui raconte la « vérité de la vie » », et dit : « C'est mon souhait le plus cher de transformer cette merveilleuse histoire en film, et il n'est pas exagéré de dire que je vis pour cette raison ». Il a ajouté qu'il « veut créer un film merveilleux qui utilise des techniques qui concurrencent Hollywood », et indique que de nos jours les techniques cinématographiques japonaises ont beaucoup progressé.

### Tournage

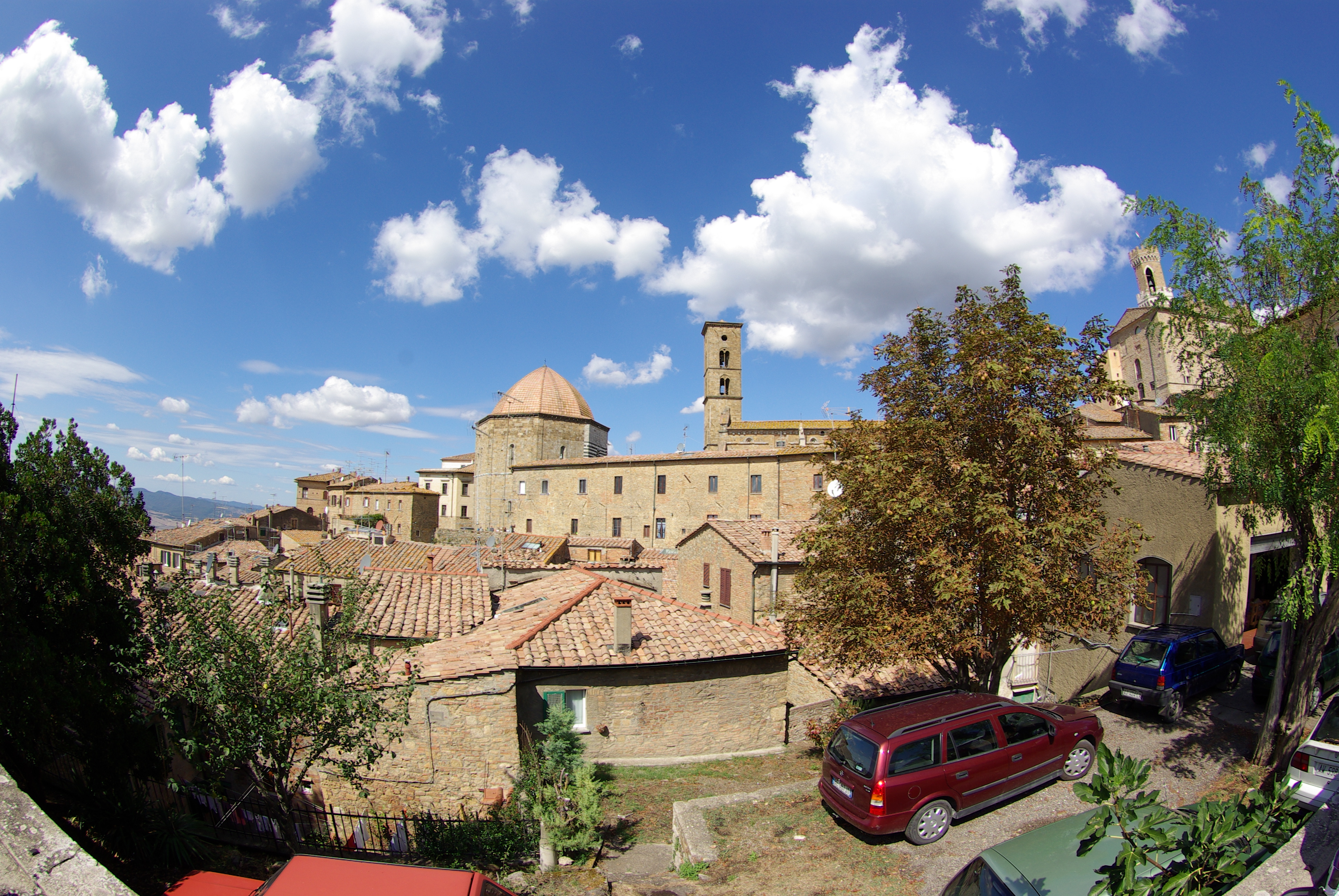
Le tournage a lieu en juin 2016 dans la ville italienne de Volterra.

Le tournage principal a lieu à Volterra en Italie la première semaine de juin, puis d'autres scènes sont tournées au Japon jusqu'au 26 août 2016.
La société d'effets visuels japonais OXYBOT fournit les effets spéciaux pour le film.

## Accueil
Sur Rotten Tomatoes, le film obtient un score de 29%.